# Rangpur
Rangpur (bengalese: রংপুর) è una città del Bangladesh, capoluogo dell'omonima divisione.